# Festival internacional de Cine de Lebu de 2023
La 23ª edición del Festival internacional de Cine de Lebu 2023 se celebró del 11 al 17 de febrero de 2023</ref> Festival Internacional de Cine de Lebu 2023. Tuvo lugar en las comunas de Lebu, Concepción, y Cañete.

## Competencia Oficial
El viernes 17 de febrero de 2023 en el Teatro BioBio tuvo lugar la ceremonia de clausura que premió como Mejor cortometraje de animación Internacional a
“Sleda” de Asparuh Petrov, como Mejor cortometraje de ficción Internacional a “Tonser” de Mads Koudal, como Mejor cortometraje documental Internacional a “Aents: identidad y territorio” de Ricardo Reátegui Marchesi y a “Women on a Roll” de Alma Tabernero, como Mejor cortometraje ficción Regional a Bivalva de Gabriel Montiel, como Mejor documental regional a “Marzo El Marero” de Pedro Larredonda, como Mejor documental pueblos originarios a “Lafquenche Mapu Leufu” de Felipe Luengo. y como Mejor Videoclip “Aunque te mueras por volver” de Camila Grandi para la cantante nacional Mon Laferte.
El festival otorgó menciones honrosas a “La sixtina” de Juan Camilo Fonnegra en la competencia de animación internacional, a “Zver” de. Andrey Okorokov en la competencia de ficción internacional, a “Respirar bajo la tela” de Karin Ortiz Cárdenas en la competencia de documental internacional, a "WINGKA" de Ernesto Garratt en competencia ficción regional, a  “Ngen” de Jaime Díaz en la competencia de documental de pueblos originarios y a “Casa con Bandera” de Rodrigo Hiriarte y Carlos Valverde  en la competencia documental regional.
| Competencia Cortometraje Ficción Internacional |
| - Tonser de Mads Koudal - Jhoanna de Álvaro Rudolphy - 39 de Martín Delfino Guevara - Neuanfang de Mariella Santibanez - Family Night de Alan Dunne - Destination Paradise de Eshaan Rajadhyaksha - Como Suenan las Burbujas de Melina Andrea Dulci - Agony de Hakan Sarıgül - Caroline sur le toit de Alejandro Bordier - Zver de Andrey Okorokov - Volar de Catherine Mazoyer - Awel Mara de Hussein Hossam - This world is wonderful de Hmoud Faris - Zulema de Jefferson Talledo Cordova - Aparecides de Yvan Iturriaga - Lo que queda entre nosotros de Carlos Dittborn - The Gold Teeth de Alireza Kazemipour - GIOIA de Eduardo Castaldo - Au Bord du Délire de María Claudia Blanco Competencia Cortometraje Animación Internacional |
| - “Sleda” de Asparuh Petrov, - La sixtina de Juan Camilo Fonnegra - La mecha de Nicholas Hooper H - 11 de Vuk Jevremovic - Pasajero de Juan Pablo Zaramella - Corvine de Sean McCarron - Carne de Dios de Patricio Plaza - 5-STARS de James Wei - La Pursé de Lucas René y Gabriel Nobrega - Yo no hablo de Germán Marchant |
| Competencia Cortometraje Documental Internacional |
| - Aents: identidad y territorio de Ricardo Reátegui Marchesi - Aquí seguimos de Álvaro Hernández Blanco - Women on a roll de Alma Tabernero - Respirar bajo la tela de Karin Ortiz Cárdenas - The (other) 700 club de Araque Blancot - Memorias do fogo de Rita de Cássia Melo Santos, Leandro Olimpio, Irineu Cruzeiro Neto - Honey bunny duracell de Alcalde Dolaková - Mothertruckers de Paula Romero - Le cose che non sai di me, mamma de Daniela Lucato - Agua en las branquias de Marco Schiavon - Las huellas del desplazamiento de Matías Buzzalino - La clínica de la DINA de Ivo Malinarich |
| Competencia Cortometraje Ficción Regional |
| - Bivalva de Gabriel Montiel, Calbuco, Región de Los Lagos - Antes que te vayas de Vicente del Río Laya y Hans von Marées Peede, Aysén, Región de Aysén - Wingka de Ernesto Garratt, Ercilla, Región de La Araucanía - Crecer de Diego Gacitúa Berrios, Valparaíso, Región de Valparaíso - Blanca Noche de Nicolás Canales Pizarro, Chillán, Región del Ñuble. - Don Julio de Valentina Maureira Sáez, Concepción, Región del Biobio. - Ñiquén de Andrés Jofre, Curicó, Región del Maule - Estrellas del desierto de Katherina Harder Sacre, Iquique, Región de Tarapacá - Redención de Diego Rojas, Vicuña, Región de Coquimbo. - Angustia de Tatiana Farías Ortiz, Rancagua, Región de O'Higgins. |
| Competencia Cortometraje Documental Regional |
| - Marzo El Marero de Pedro Larredonda Alcayaga, Pichilemu, Región de O'Higgins - Nos sacaban a mirar el mar de Claudio Bernal Abarza, Talcahuano, Región del Biobio - TUC: La función debe continuar de Lautaro Zúñiga y Mauricio Montecinos, Concepción, Región del Biobio - La Conciencia Mutilada de Benito Rivas Betancur, Lebu, Región del Biobio - Gaviota on Acid de Jorge Delgado Riffo, Concepción, Región del Biobio - Piel Devota de Constanza Cáceres y Francisca Basaure, Lebu, Región del Biobio - La Conciencia Mutilada de Benito Rivas Betancur, Iquique, Región de Tarapacá - Casa con Bandera de Rodrigo Hiriarte y Carlos Valverde Ortega, Temuco, Región de la Araucanía - Relatos comunitarios chonchinos “Recolección del cochayuyo de Rory Barrientos, Chonchi, Chiloé, Región de Los Lagos - Lanchas y Danzas, devoción en movimiento de Marcelo Díaz Espinoza, Petorca, Región de Valparaíso - Fantasmagoría de Juan González, María Elena, Región de Antofagasta. - Pescador Estepario de Mario Bravo Gallardo. |
| Competencia Cortometraje Documental Pueblos Originarios |
| - Lafquenche Mapu Leufu de Felipe Luengo, Lebu, Región del Biobío - Virkenko de Juan Palma Bañados, Talcahuano, Región del Biobio - Aukinko, el eco de todas nosotras de Paula Compagnucci, Ingrid Henríquez, Javiera Barrera, Pilar Higuera, Ercilla, Región de la Araucania - Ngen de Jaime Díaz, Chiloé. - Lugar de encuentros de Rodrigo Romero, Tirúa, Región del Biobio |

### Competencia de Videoclips
- Aunque te mueras por volver de Camila Grandi para Mon Laferte, realizado en Santiago.
  -  Amor Infinito de Felo Foncea para Ikaika Jurema, realizado en Santiago
  -  Psicoloco de Pascal Krumm para Eingell Baltra, realizado en Lagunillas
  -  Se nos hace tarde de Pascal Krumm para Saiko, realizado en Santiago de Chile •Santiago
  -  Eymi Iñchiw de Pablo Lincura para House of Abya Yala, realizado Nueva Imperial
  -  Vivo Imaginando Cosas de Francisco Muñoz para Niña Tormenta
  -  Espiral de Diego Viveros para André Ubilla, realizado en San Pedro de Atacama
  -  Buena Suerte Muchacha de Diego Viveros, para Rubio, realizado en Valparaíso
  -  Que Feliz de Rocío Gabriela García para Daniela Gatica y el fruto del ruido, realizado en Santiago
  -  LOWKEY de Leonardo Cabezas para NeweN.
  -  Marilú de Franco Bertozzi para Maca del Pilar y Dani Ride.
  -  Clara de Ángela Jarpa para Dulce y Agraz, realizado en Hualpén
  -  I Sombra de Leo Beltrán para Como asesinar a Felipes.
  -  Never Forgive, Never forget de Esteban Vidal para Dauntaun.
  -  El tercer hombre de Vittorio Farfán para  Hugo Villar & Extramuros, realizado en Talca